# サタンバグ
『サタンバグ』（さたんばぐ、The Satan Bug)は、1965年に公開されたアメリカ合衆国のスリラー映画。製作、監督はジョン・スタージェス。主演はジョージ・マハリス、リチャード・ベースハート、アン・フランシス、ダナ・アンドリュース。1962年に出版されたイアン・スチュアートの小説『悪魔の兵器』を基にしている。

## あらすじ
ホフマン博士の開発した細菌兵器・サタンバグが盗まれ、調査隊が奪還にあたる。
実は、ホフマン博士は世界征服を夢見ており、エインズリと名を変えた彼は、自分の元部下で調査隊の隊員であるバレットとその恋人・アンを誘拐する。エインズリはバレットを人質に、アンの父である調査隊の隊長を脅し手時間稼ぎをさせる。そのすきに、エインズリは本物のサタンバグを散布するためにヘリコプターに乗る。ところが、見届け役として乗せたバレットにサタンバグを奪われてしまい、降参した彼はヘリコプターから飛び降りる。

## キャスト
| 役名                       | 俳優                     | 日本語吹替  | 日本語吹替   |
| 役名                       | 俳優                     | NETテレビ版 | 日本テレビ版 |
| -------------------------- | ------------------------ | ----------- | ------------ |
| リー・バレット             | ジョージ・マハリス       | 中田浩二    | 広川太一郎   |
| Dr. グレゴール・ホフマン   | リチャード・ベースハート | 小林昭二    | 福田豊士     |
| アン・ウィリアムズ         | アン・フランシス         | 富田恵子    | 坂本眸       |
| ウィリアムズ将軍           | ダナ・アンドリュース     |             |              |
| Dr. レナード・マイケルソン | ジョン・ラーキン         |             |              |
| エリック・カヴァナー       | リチャード・ブル         |             |              |
| ドナルド                   | フランク・サットン       |             |              |
| ヴェレッティ               | エドワード・アズナー     |             |              |
| タサリー                   | サイモン・オークランド   |             |              |
| エージェント・リーガン     | ジョン・アンダーソン     |             |              |
| ヤン                       | ジェームズ・ホン         |             |              |
| Dr. オストラー             | ハロルド・グールド       |             |              |
| ウェイトレス               | リー・レミック           |             |              |

- NETテレビ版：初回放送1970年7月12日『日曜洋画劇場』
- 日本テレビ版：初回放送1974年7月17日『水曜ロードショー』

## スタッフ
- 監督・製作：ジョン・スタージェス
- 原作：イアン・スチュアート
- 脚本：ジェームズ・クラヴェル、エドワード・アンハルト
- 撮影：ロバート・サーティース
- 編集：フェリス・ウェブスター
- 音楽：ジェリー・ゴールドスミス